# Le Bourny
 (août 2025).
Le Bourny est un quartier résidentiel du sud-ouest de la ville de Laval, dans le département de la Mayenne, en France. Ce quartier compte plus de 3100 habitants, principalement dans des maisons individuelles et des bas immeubles. Il dispose de divers services et infrastructures de transport, de commerce, d'éducation, de culture, de santé.
Edifié au début des années 1970 selon les plans de l'architecte et urbaniste M. Maison, le quartier du Bourny s'élève originellement sur un territoire à double influence : rurale avec quelques fermes et un manoir ; ainsi qu'industrielle autour de l'activité chaufournier de la famille Gerbault. Le projet péri-urbain de la Ville de Laval modifie profondément la typologie du territoire pour devenir un espace principalement résidentiel. 
Le surnom de « labyrinthe » donné par les lavallois à ce quartier provient de l'originalité du plan urbanistique du Bourny, caractérisé par de nombreuses impasses et des rues en spirales.
Le Bourny fait partie du quartier administratif « Bourny-Fourches ».

## Géographie
Le Bourny se trouve sur un sol calcaire au relief ondulé. Les rues du quartier suivent ces ondulations et forment un ensemble de courbes et d'impasses. Le quartier est limité au nord par le boulevard Jean Jaurès, l'un des principaux accès au centre de Laval, entouré par une zone commerciale. À l'ouest et au sud, Le Bourny est limité par l'avenue de l'Atlantique et par le boulevard du 8 Mai 1945. À l'ouest, le quartier est limitrophe de la commune de Saint-Berthevin.
La place de la Commune occupe le centre névralgique du quartier. C'est là que se trouvent les principaux commerces et les seuls immeubles d'habitation (HLM) ne dépassant pas les 5 étages. La zone pavillonnaire s'est développée autour de cette place centrale. Le tracé des rues, volontairement sinueux, et la grande quantité de priorités à droite obligent les automobilistes à ralentir.
De nombreux chemins piétonniers reprenant les anciens chemins ruraux traversent le quartier jusqu'à la place de la Commune. Il existe beaucoup de rues sans issue et d'impasses qui ne facilitent pas l'orientation et la circulation. Paradoxalement, il n'y a que trois entrées pour les véhicules. Le quartier a peu à peu acquis une réputation de labyrinthe.
En 2020, le Bourny est desservie par deux lignes régulières de bus du réseau "TUL" : la ligne B (Jaunaie - Technopolis) et la ligne G (Volney - Epine). Un service de nuit est également prévue par la ligne FLEXO entre 21h30 et 22h30.

## Histoire

### De la période néolithique à la Révolution française
La découverte d'une hache à douille datant de l'âge du bronze (entre -1200 et -750) atteste une présence humaine pendant la Protohistoire. Une route existait probablement et les vestiges d'une activité métallurgique durant la période gallo-romaine ont aussi été mis en évidence.
Le château à motte du Rouessé est construit vers 1100 par Geoffroy de Rouessé, vassal de la famille de Saint-Berthevin. D'abord en bois, il est reconstruit en pierre en 1622. Le manoir de Rouessé conserve aujourd'hui un étonnant style architectural Louis XIII inspiré de la Renaissance (toiture pentue, larges fenêtres, jambage et meneaux de pierre, etc.). Il a fait l'objet de travaux d'agrandissement aux XVIIe et XVIIIe siècles.
Sous l'Ancien Régime, le territoire du quartier est occupé par plusieurs hameaux, comme Le Bourny marquant l'entrée (parfois appelé La Bournil ou Le Bournil dans les recensements entre 1872 et 1901), qui lui donne son nom, mais aussi La Layerie, la Croix-des-Landes, ou La Hudaudrie. Le territoire se trouve également sur la paroisse de Grenoux, qui est rattachée à Laval en 1863. Auparavant, le Bourny ne fait donc pas partie de la ville.
Au cours de la période révolutionnaire (1789-1799), l'ensemble des biens du manoir de Rouessé sont saisis et estimés. La famille est considérée comme « émigrée » et proche des contre-révolutionnaires.

### L'époque moderne: la nouvelle vocation industrielle du Bourny

#### L'exploitation du calcaire et les fours à chaux de l'Usine du Bourny
Les sous-sol du futur quartier du Bourny sont riches en calcaire et en marbre rose : caractéristique qui marquera l'histoire du territoire jusqu'à nos jours. Ainsi, dès le XVIIe siècle, les propriétaires du manoir de Rouessé exploitent une carrière dont la pierre alimente un unique four à chaux domestique utilisé pour la construction et l'entretien des bâtiments du domaine. Au début du XIXe siècle, la zone possède au moins quatre carrières de petite taille. Le 6 mai 1837, Pierre-Jacques Gerbault (1827-1878), future maire de Saint-Berthevin, demande l'autorisation d'ouvrir une carrière, dîte "Carrière Nord"' dans le champ de la Goumétrie afin de fournir en pierres les différents fours à chaux des alentours. En 1844, il demande à la préfecture de construire les premiers fours à chaux dans un champ dépendant de la closerie du Bourny. En 1852, Pierre-Jacques Gerbault demande à ouvrir une nouvelle carrière plus au sud pour répondre à la hausse de la demande de la chaux. L'Usine du Bourny est officiellement fondée en 1858 et la construction des quatre fours se termine en 1874. Avec l'arrivée de la machine à vapeur, les Gerbault perfectionnent leurs fours pour une cuisson permanente de 1 000 °C. Alain Gerbault, petit-fils de Pierre-Jacques Gerbault, naît dans cette famille aisée spécialisée dans l'exploitation des four à chaux en 1893. Célèbre skipper, il est le premier navigateur à traverser l'Atlantique à la voile en solitaire d'Est en Ouest, ainsi que le premier Français à achever un tour du monde en solitaire à la voile. Il s'installe quelques années dans le manoir de Rouessé, propriété de sa famille.
En 1905, le modèle Gerbault s'essouffle face au développement de l'engrais industriel et à l'appauvrissement des sols liée à l'activité chaufournier. En 1917, la famille stoppe sa production de chaux. Robert Gerbault, le frère aîné d'Alain Gerbault, reprend brièvement les rênes de l'exploitation de 1921 à 1922, avant que lui à son tour mette fin à l'exploitation. L'Usine du Bourny est finalement vendue en 1925 à René Hervé qui décide de construire sur le site un hangar métallique pour y installer des moteurs électriques. En 1935, l'activité chaufournier du Bourny est placée en liquidation judiciaire avec une mise à prix à 30 000F. Les fours à chaux, en parfait état, sont conservés dans le paysage lavallois jusqu'au 30 janvier 1964 : date de leur dynamitage. De nos jours, il reste encore quelques traces de ces fours le long du boulevard Jean-Jaurès.

#### Les centres d’équarrissages
Outre les fours à chaux, à la fin du XIXe siècle, une importante activité d'équarrissage et de fabrique d'engrais animal est recensée sur l'ancien territoire du quartier du Bourny, plus précisément sur trois lieux-dits : la Croix-des-Landes, la Biennerie et la Boutellerie. Parmi-eux, la Biennerie est l'un des plus importants du département. En 1900, les exploitants équarrisseurs de la famille Pautrel proposent de fournir à la ville de Laval deux terrains pour stocker les boues et immondices des boulevards de la gare. Ce projet est accepté par le préfet.
L'équarrissage de la Biennerie sera en activité jusqu'en 1972. La fermeture du site est un acte de la mairie pour répondre aux mécontentements des nouveaux riverains qui se plaignent des odeurs nauséabondes.

### Les carrières de calcaire: des espaces de dépôt d'ordures ménagères pour la ville de Laval (1943-1975)
À la fermeture de l'Usine du Bourny, l'ancienne carrière « Coupeau » (située rond-point Jean Jaurès), utilisée pour la fabrication de la chaux, est transformée en dépôt d'ordures ménagères en 1943 par acte municipal. En 1955, la carrière est comblée de déchets et face à la densification de la ville, Albert Goupil (1946-1956), maire de Laval, demande au Préfet de transformer la carrière Sud du Bourny en dépôt d'ordures ménagères (proche du 88 bd Jean Jaurès). La particularité de cette ancienne carrière remplie d'eau est d'être directement connectée par un tunnel de 50m à une seconde carrière, dite carrière Nord (rue Romain Rolland), elle aussi remplie d'eau. Ce tunnel doté d'un barrage à niveau a été construit en 1876 par la famille Gerbault. Une enquête est ouverte formulant trois observations contre le projet : risque de pollution des puits et des sources ; gêne causée par les odeurs ou les fumées ; risque de propagation infectieuse par les mouches ou autres insectes. Elles ne sont pas retenues par les autorités communales, locataires du site, qui décident de boucher le tunnel et vider l'eau de la carrière Sud afin d'ouvrir le dépôt d'ordures ménagères en 1957. Deux ans plus tard, après plusieurs scandales de sécurité liés à des incendies (déchets inflammables) et à la multiplication incontrôlable des rats, la ville de Laval décide de remblayer la carrière Sud alors presque pleine. En 1962, une vaste opération de dératisation est organisée dans la Carrière Sud et aux abords pour lutter contre leur propagation à la suite de la plainte des propriétaires de la ferme des Nupieds, qui auraient en une nuit, perdu une grande partie de leurs champs de blé, dévorés par les rats.
En 1963, les autorités municipales décident de transformer la troisième carrière sur le site en dépôt d'ordures ménagères. Cette carrière "Nord" est choisie malgré des oppositions face à la hausse de l'insalubrité et les nombreux inconvénients que présente le choix du lieu à proximité du futur hôpital de Laval et le nouveau quartier des Fourches sur le site du Rocher. Cette carrière est exploitée jusqu'en 1975 par la ville.
Les emplacements des trois carrières sont aujourd'hui considérés comme des aires non constructibles. Les carrières Coupeau, Nord, Sud sont respectivement : un espace vert communal, des jardins pavillonnaires et une friche.

### De la fin des années 1960 au début des années 1990: la périurbanisation exponentielle du quartier du Bourny
Au début des années 1960, l'urbanisation naissante du quartier est marquée par l'acquisition des terrains à proximité des anciens fours à chaux par la ville de Laval en 1963 pour une valeur de 650 000F. Douze fermes sont concernées, dont le propriétaire du Grand Rouessé qui se voit verser une somme supérieure à 440 100F. Fin 1968, l'ensemble des terrains sont classés en Z.A.D. (Zone d'Aménagement Différé), puis en Z.A.C (zone d'aménagement concerté) le 11 décembre 1969 - étendue en 1973 - pour répondre à la crise du logement due au baby boom à la fin de la Seconde Guerre mondiale. La planification du quartier du Bourny, connue sous le nom de "Programme Village de l'Ouest" est l'œuvre de l'urbaniste et architecte R. Maison. En 1970, il pense le quartier comme l'antithèse du quartier Saint-Nicolas construit quelques années plus tôt avec pour objectif de créer un environnement interconnecté de logements HLM et de maisons individuelles aux allures presque identiques reliés par de nombreux chemins de verdure. Les premiers pavillons voient le jour en 1974, puis deux tranches de construction leur succéderont : 1975-1977 et 1977-1979. Elles seront complétées par d'autres constructions pavillonnaires dans les années 1980 et 1990. Pensé comme un village autour de la "place de la Commune", l'enchevêtrement de rues, d'impasses, de venelles et de chemins conféra au quartier le surnom de "labyrinthe de Laval" ou "d'escargot".

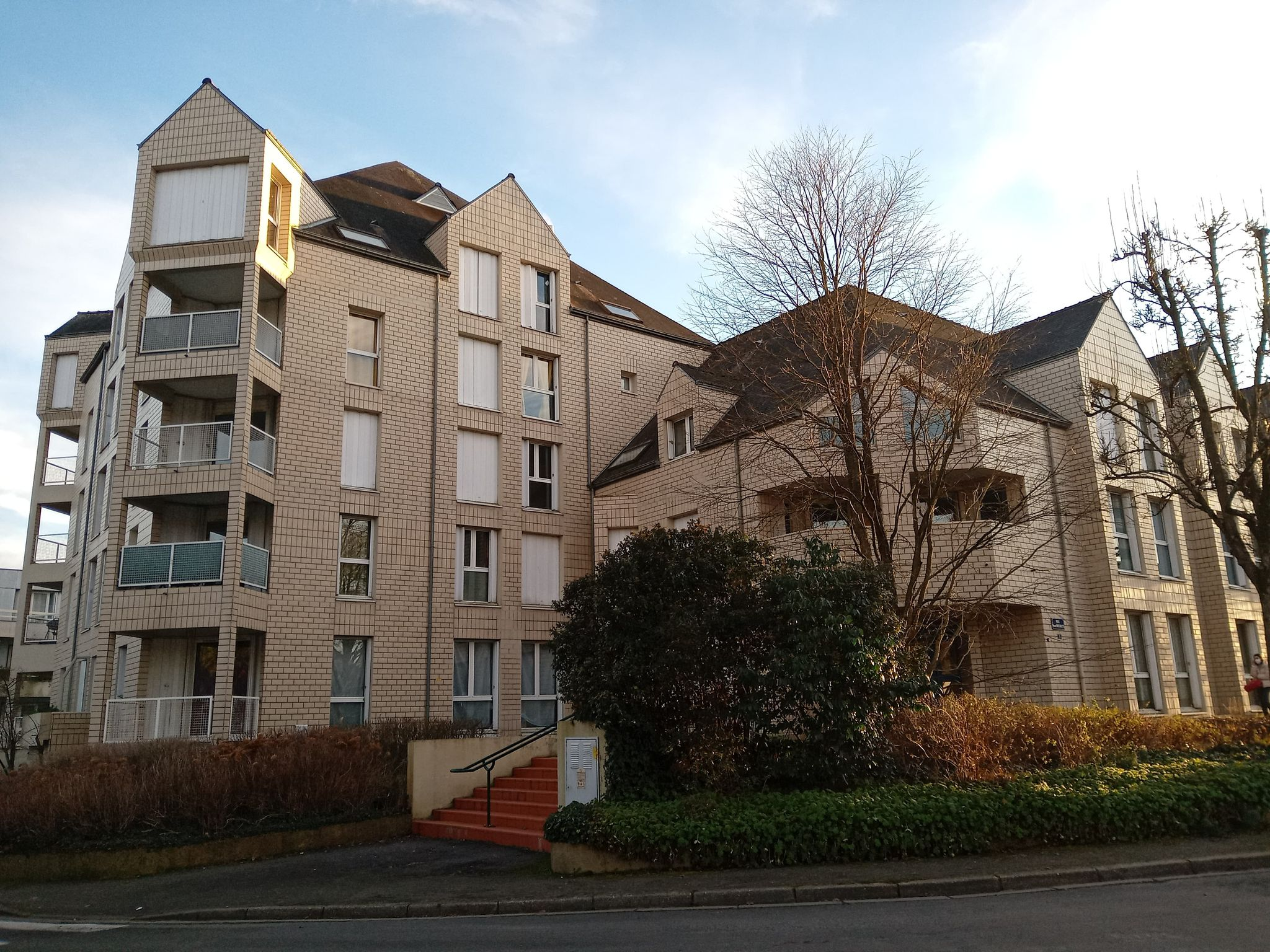
Bâtiment d'habitation de l'architecte Martin Schulz van Treeck

Le 11 janvier 1976, la zone d'activité du Bourny est reliée au quartier des Fourches par une passerelle piétonne de presque 35m de long et de 6m de haut au-dessus du boulevard du 8 mai 1945. Conçue comme "un trait d'union entre la ville et la campagne", elle permet avant tout de désenclaver le quartier du Bourny tout en répondant au besoin de sécurité des piétons. À l'initiative des nouveaux habitants, le 25 mai 1976, le Comité d'Animation du Bourny (CAB) se constitue pour répondre aux problèmes d'aménagement et d'animations du quartier. Cette même année, la mairie pave la Place de la Commune et les rues environnantes, installe une cabine téléphonique à la demande du CAB et créé un bureau de vote (un deuxième sera installé en 1978). En outre, le quartier, qui abrite le garage des TUL depuis 1969 dans la zone industrielle, est désormais desservi par le réseau des transports en commun lavallois. Mais, en 1976, il ne fait pas encore "bon vivre" dans le quartier du Bourny. Il manque des commerces essentielles, des écoles, de l'activité associative. Le quartier ne dispose pas non plus d'Abribus et il faudra attendre 1979 pour que les habitants en construisent un de leur propre initiative face à l'inaction de la mairie.
À la fin des années 1970, des commerces et des associations sportives et culturelles voient le jour (AS Bourny et Laval Bourny Gym en 1978, le Tennis Bourny Lavallois en 1985). Deux écoles sont construites : l'école publique Marcel-Pagnol et l'école publique Saint-Exupéry, respectivement en 1977 et 1978 ; ainsi que le lycée professionnel Gaston Lesnard.
À l'angle de la rue Léon Blum et de la rue Pierre Brossolette, l'architecte post-moderne allemand Martin Schulz van Treek érige en 1976 un grand bâtiment d'habitation de céramiques blanches aux formes pyramidale sur commande du maire, Robert Buron. À Laval, l'architecte est également à l'origine de l'ensemble Mura, l'immeuble La Charmille ainsi que l'aménagement d'entrée de ville côté Tour rennaise. L'œuvre monumentale de sa carrière est l'Orgue de Flandre (1973-1980), un ensemble de bâtiments d'habitation situé dans le quartier de la Villette (19e arrondissement) de Paris. Il comprend la tour Prélude, le plus haut immeuble d'habitation (123 m, 38 étages et 254 logements) de la capitale.

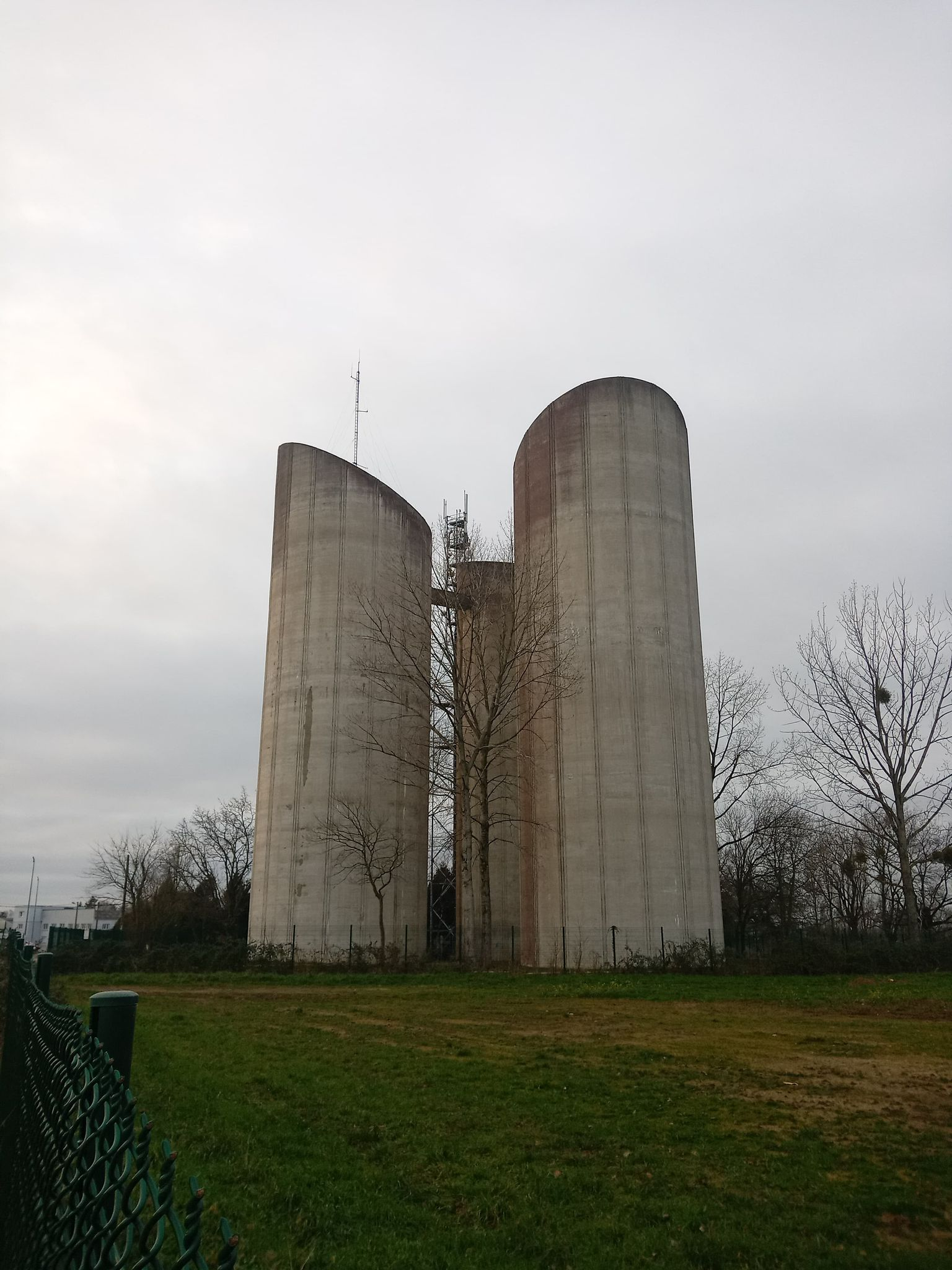
Château d'eau à trois réservoirs

En 1981, la Mairie finalise les travaux de la Plaine de jeux du 8 mai : un projet aux nombreux coups d'arrêts qui avait débuté en 1966.
En 1983, pour répondre aux besoins en eau potable du quartier et de la ville en expansion, Bernard Houet construit un château d'eau à trois réservoirs de 1000m3. Visible à des dizaines de kilomètres autour de Laval, il est un des symboles architectural du quartier du Bourny. Après 7 années, la maison de quartier, bâtie par l'architecte Maison, est inaugurée la même année par le Ministre d’État du Plan et de l'aménagement du territoire Michel Rocard.
En 1984, les premiers jardins familiaux font surface sur le site de la Croix des Landes. Ils seront complétés par un deuxième site sur le lieu-dit du Cormier en 1996, étendu en 2013.

### Des années 2000 à nos jours: problématiques environnementales et mobilisation citoyenne
Depuis la création du quartier résidentiel au milieu des années 1970 dans une cuvette naturelle, le Bourny est en proie à de nombreuses inondations provocant d'importants dégâts. En 2001, un violent orage est à l'origine de sinistres considérables impactant 170 pavillons du nord du quartier. Pour répondre à cette problématique, la ville de Laval achève la construction en 2012 d'un bassin de rétention des eaux pluviales sur la plaine du 8 mai pour limiter les effluents dans la Mayenne et jouer un rôle de régulateur en cas d’orage.
Outre les problématiques liées à l'eau, de nombreux riverains décident d'agir pour protéger le quartier face à l'artificialisation croissante des sols et à l'extension pavillonnaire. En 2000, des habitants créent l'association "Protégeons le Bourny" pour préserver l'environnement dans le quartier. En 2011, une mobilisation citoyenne s'oppose au projet de construction d'un lotissement au sud-ouest du quartier, sur le site du Cormier. L'association "Protégeons le Bourny" condamne cette décision de la Mairie qui menace le bocage du Cormier considéré comme un réservoir pour la biodiversité. Malgré l'opposition, Jean-Christophe Boyer alors maire de Laval, valide le projet et 25 pavillons y sont construits. La mobilisation de certains riverains, soutenue à nouveau par l'association « Protégeons le Bourny », est réactivée en 2017 à la suite des annonces du maire François Zocchetto de transformer l'espace vert de l'allée Schuman en deux lots constructibles. Face à l'opposition grandissante, l'année suivante la Mairie fait marche arrière en retirant son projet d'urbanisation. Paradoxalement, certains riverains du Manoir de Rouessé appellent à l'élagage des platanes centenaires de plus de 30m siégeant au cœur du Bourny et arborant le parc du domaine qui donneraient « trop d'ombre » au voisinage.
Une première voie cyclable voit le jour le long du Boulevard Jean Jaurès au début des années 2000. Un projet de sécurisation de cette piste est prévue sous le mandat du maire Florian Bercault.
Le 22 mars 2022, le Conseil municipal de Laval décide de lancer de vastes travaux d'aménagement et de verdissement de la Place de la Commune, jamais modifiée depuis 1976. La rénovation de la place s'est terminée mi-2024.

## Économie
Outre sa vocation résidentielle, le quartier du Bourny comprend deux zones dédiées au commerce :
- Un marché hebdomadaire et des commerces de proximité sur la place principale, dite "Place de la Commune" : auto-école, banque, bureau de tabac, coiffeur, pharmacie, épicerie de quartier, maison médicale. Le bureau de poste du Bourny a fermé en 2015 malgré une forte mobilisation citoyenne.
- La zone d'activité (ZA) du Bourny au nord : enseignes de jouets, d'articles de fêtes, d'électroménager, de ventes en vrac, de peinture, de dépannage, d'automobile, plusieurs chaines de restaurants (pizzeria, fast-food), un coiffeur, deux fleuristes, un caviste, des pompes funèbres, ainsi que des immeubles de bureaux. L'ouverture d'une grande enseigne de supermarché est en projet rue du Bourny sur l'emplacement de l'ancienne usine de confection de chemises devenue une friche industrielle.

Le quartier du Bourny abrite le siège de la Caisse fédérale du Crédit Mutuel Maine-Anjou Basse-Normandie, couvrant 86 caisses locales de départements.

## Culture et patrimoine
Au centre de la vie culturelle et associative du Bourny se trouvent la Maison de quartier du Bourny et le Comité d'Animation du Bourny (CAB) qui organisent des activités culturelles, sportives et de loisirs pour tous les habitants depuis 1976. En 2017, sur la place de la Commune, les habitants et les élèves du lycée professionnel du quartier ont érigé un kiosque muni d'une boite à livres pour favoriser l'accès à la lecture et offrir un abri aux riverains.
Chaque année à la fin du mois de juin, le CAB et d'autres associations préparent la fête populaire de la Saint-Jean, plaine du 8 Mai. Spectacles, concerts et feux de joie y sont traditionnellement organisés. La fête des voisins est également un rendez-vous apprécié des habitants du quartier.
Quelques lieux incontournables du patrimoine du Bourny :
- Le manoir de Rouessé, transformé en hôtel particulier et chambres d'hôte, date du XVe siècle, et a été agrandi aux XVIIe et XVIIIe siècles. Il est classé monument historique.
- De nombreuses anciennes fermes et maisons de campagnes témoignent de l'ancienne vocation rurale du quartier. Le chemin des Chaufourniers et les traces des fours à chaux de l'ancienne usine du Bourny boulevard Jean-Jaurès, rappellent quant à elles, l’importance de la production de la chaux agricole jusqu’aux années 1930.
- Le bâtiment d'habitation proche de la place de la Commune construit par l'architecte Martin Schulz van Treeck en 1976.
- Le château d'eau à trois réservoirs

Le nom des rues est par ailleurs évocateur de l'orientation des votes du quartier lors des élections. Considéré comme populaire et de classe moyenne, le Bourny, loin des quartiers plus chics comme Avesnières et le Centre-ville vote majoritairement à gauche, bien que cela soit de moins en moins le cas. En outre, le quartier a été créé à l'époque de la municipalité socialiste d'André Pinçon et son orientation politique s'est traduite dans les noms de rues : Benoît Frachon, Pierre-Joseph Proudhon, Léon Blum, Salvador Allende, Benoît Malon, Pierre Brossolette, Édouard Vaillant, Auguste Blanqui ou encore Jean Jaurès. On retrouve toutes les grandes figures et les références de la Gauche française des années 1970. Les rues qui seront construites dans les années 1980 font davantage références à la construction européenne, comme Robert Schuman, René Cassin ou Jean Monnet et à la politique de jumelage de la ville de Laval avec les rues de Laval-Québec (Canada), Boston (Royaume-Uni), Mettmann (Allemagne), Gandia (Espagne).

## Sport et éducation
Pour répondre aux besoins de la population grandissante du quartier du Bourny à partir des années 1970, deux écoles publiques sont construites, un lycée professionnel et de nombreuses associations sportives et culturelles voient le jour. Plusieurs gymnases et terrains de sports sont ouverts à tous, notamment des terrains de football, de pétanque, de basket-ball, de handball et de bicross. La construction d'un city stade est en projet pour la période 2021-2026.
Parmi les clubs sportifs historiques du quartier :
- Association Sportive du Bourny (football) créée en 1978 sur le site de la Croix des Lances. L'équipe 1 évolue en 2020 dans la division "Régional 1" (R1) du championnat français. Francis Coquelin, milieu de terrain à Arsenal, Valence puis Villareal a débuté dans ce club. En 2020, la ville de Laval fait construire un terrain de football synthétique pour l'AS Bourny.
- LBG, Laval Bourny Gym créé en 1978
- CAB Section Roller, créé à la fin des années 1970
- Tennis Bourny Lavallois créé en 1985 par Félix Lefeuvre, ancien Président du Comité départemental de tennis. En 2015, pour lui rendre hommage, le complexe sportif est rebaptisé "Félix Lefeuvre". L'association sportive inaugure en 2024 la création d'une section de paddle avec la construction de plusieurs cours extérieurs.
- LBTT, Laval Bourny Tennis de table créé en 1986

Le quartier comprend deux écoles, un lycée professionnel et une université régionale des métiers de l'artisanat :
- École Marcel-Pagnol, construite en 1977.
- École Saint-Éxupéry, construite en 1978 et étendue en 1984, accueille également le centre aéré du Bourny.
- Le lycée professionnel Gaston-Lesnard, spécialisée dans les métiers du bâtiment depuis le milieu des années 70.
- L'Université des métiers de l'artisanat (URMA) créée en 2017 (coiffure, hôtellerie-restauration, pâtisserie, boucherie-charcuterie, préparation pharmacie, espaces verts, mécanique agricole, électricité).